# 캐나다 보수당
캐나다 보수당(영어: Conservative Party of Canada 컨서베이티브 파티 오브 캐나다[*], 프랑스어: Parti conservateur du Canada 파르티 콘서바테우르 두 캐나다[*])은 캐나다의 보수주의 정당이다. 2006년부터 2015년까지 집권 여당이었다. 과거에는 쥐스탱 트뤼도가 캐나다의 총리가 되면서 야당이 되었다.

## 역사

### 합당
보수당은 2003년 진보보수당(Progressive Conservative Party of Canada/PC)과 캐나다 동맹(Canadian Alliance/CA)의 합당으로 창당되었다. 두 당은 이전의 거대 정당이던 진보보수당에 뿌리를 두고 있고, 진보보수당은 1867년 캐나다 건국 이래 뿌리를 둔 보수당에 기원을 두고 있다.

### 합당의 배경
진보보수당은 1984년 총선에서 하원 의석의 3분의 2를 휩쓰는 대승을 거두었으나, 그 후로 정책 실패와 당 내부의 분열로 차츰 세력이 약해졌다. 1980년대 후반 서부지역을 기반으로 개혁당이 분리되어 나갔고, 1990년대 초반 퀘벡주에서 분리주의 운동이 거세지면서 1993년 총선에서 진보보수당은 단 2석을 얻는 데 그쳐 군소 정당으로 전락했고, 개혁당은 자유당과 퀘벡 블록에 이어 제 3당이 되었다. 이전 진보보수당 세력은 진보보수당과 개혁당 등으로 분리되어 있었기 때문에 자유당이 계속 정권을 잡을 수 있었다. 이에 보수세력의 단일화 요구가 커져 개혁당이 개편된 캐나다 동맹과 진보보수당이 2003년 12월 합당하여 새로운 보수당이 탄생하였다. 새 보수당의 당수는 캐나다 동맹의 대표였던 스티븐 하퍼가 선출되었다.
창당 후 곧 치러진 2004년 총선에서 캐나다 보수당은 의석 수를 늘렸으나, 캐나다 자유당을 꺾지는 못했다. 2005년 말, 캐나다 자유당의 폴 마틴 총리가 당의 부패 스캔들로 불신임된 후 2006년 1월 치러진 조기 총선에서 캐나다 보수당은 하원의석 308석 중 124석을 얻어 제 1당이 되었다. 이에 당수 스티븐 하퍼가 총리로 취임했으나, 다수 의석을 확보하지는 못하여 정권은 불안정한 상태였다. 2008년 10월 총선에서 보수당은 의석을 더 늘려 308석 중 143석을 얻었으나, 역시 다수 의석은 확보하지 못했다. 2015년 10월 총선에서 캐나다 자유당에 정권을 내어주게 되면서 현재 캐나다의 총리는 쥐스탱 트뤼도가 선출되었다.
2017년 전당대회에서 앤드루 시어를 신임 대표로 선출했으며, 낙선한 막심 베르니에는 이에 반대해 탈당하고 인민당을 창당했다.

## 캐나다 연방 선거
| 선거 | 당 대표     | 득표수    | %     | 의석수    | +/– | 순위 | 집권 여부 |
| ---- | ----------- | --------- | ----- | --------- | --- | ---- | --------- |
| 2004 | 스티븐 하퍼 | 4,019,498 | 29.63 | 99 / 308  | 21  | 2위  | 야당      |
| 2006 | 스티븐 하퍼 | 5,374,071 | 36.27 | 124 / 308 | 25  | 1위  | 여당      |
| 2008 | 스티븐 하퍼 | 5,209,069 | 37.65 | 143 / 308 | 19  | 1위  | 여당      |
| 2011 | 스티븐 하퍼 | 5,832,401 | 39.62 | 166 / 308 | 23  | 1위  | 여당      |
| 2015 | 스티븐 하퍼 | 5,578,101 | 31.89 | 99 / 338  | 67  | 2위  | 야당      |
| 2019 | 앤드류 시어 | 6,155,662 | 34.44 | 121 / 338 | 22  | 2위  | 야당      |
| 2021 | 에린 오툴   | 5,747,410 | 34.74 | 119 / 338 | 2   | 2위  | 야당      |

### 성격
대체적으로 보수적인 색채를 내세우나, 절대적인 것은 아니며 중도 우파에 가까운 노선을 표방한다. 세계 여러 나라의 중도 우파 계열 정당 연합체인 국제민주연합 회원 정당이다.

## 같이 보기
- 캐나다 보수당 (1867년)